# Friedrich von Wrangel
Friedrich Heinrich Ernst von Wrangel, född 13 april 1784 i Stettin, död 1 november 1877 i Berlin, var en preussisk generalfältmarskalk. Han deltog som soldat i Napoleonkrigen och förde periodvis befäl över den tyska sidan i både Slesvig-holsteinska kriget (1848-51), och dansk-tyska kriget (1864).

## Utmärkelser
- Riddare av Serafimerorden, 11 augusti 1859.[3]